# Branko Melink
Branko Melink, slovenski duhovnik koprske škofije, publicist, prevajalec in pedagog, * 30. december 1950, Čolnica nad Kanalom ob soči, † duhovniški dom, Šempeter pri Gorici, 14. junij 2008.

## Življenjepis
Osnovno šolo je obiskoval na Ligu in v Kanalu ob Soči; klasično gimnazijo do leta 1969 v Malem semenišču v Vipavi; pred zaključkom so ga vpoklicali k vojakom v Skopju, tako da je maturiral leta 1970. Nato je študiral teologijo na Teološki fakulteti v Ljubljani in prejel mašniško posvečenje Duhovniško posvečenje je prejel na Sveti Gori pri Gorici, 29. junija 1975. Po eno leto je bil kaplan v Piranu in Pivki, 1976 prefekt v Malem semenišču v Vipavi. Do 1980 je študiral slavistiko in romanistiko na Filozofski fakulteti v Ljubljani in bil hkrati duhovni pomočnik, najprej v Dornberku (1977/78) nato v Vipavi do 1990. 
Od 1979 je poučeval na Srednji verski šoli v Vipavi. Od leta 1990 do 2002 je bil župnik v Štjaku in upravljal tudi Vrabče, od 2002 do 2008 pa v Kobaridu in upravljal tudi Livek. Poleg poučevanja je veliko prevajal, pisal članke in knjige. V srednji šoli je bil soustanovitelj glasila Iskre, v bogoslovju pa je po eno leto urejal reviji Virtuti et musis in Pogovori.
Veliko skrb je posvečal cerkveni arhitekturi in umetnosti in bil velik ljubitelj in poznavalec zvonov. Umrl je v duhovniškem domu v Šempetru pri Gorici, 14. junija 2008, slovo od rajnega je bilo v župnijski cerkvi v Kobaridu, pokopan je bil 16. junija 2008 na domačem pokopališču na Marijinem Celju (Lig) nad Kanalom.

## Dela

### Knjige
- Marijino Celje nad Kanalom (1995)
- Sveta Katarina v Gornji Branici (1996)

### Prevodi
- Maria Valtorta, Antikrist in njegovi predhodniki (1990)
- Robert Hugh Benson, Jezus - prijatelj (1993)
- Dostojanstvo starejših ljudi in njihovo poslanstvo v Cerkvi in svetu (1999)
- Načrtovanje novih cerkva (1999)
- Duhovnik, učitelj Besede, služabnik zakramentov in voditelj občestva na pragu tretjega tisočletja krščanstva (2000)
- Janez Pavel II., Apostolsko pismo Ob začetku novega tisočletja (2001)
- Kako oznanjati evangelij v svetu, ki se spreminja (2002)
- Romano Guardini, Podoba Jezusa Kristusa v Novi zavezi (2002)
- Direktorij za ljudske pobožnosti in bogoslužje (2003)
- Romano Guardini, Sveta znamenja na poti k Bogu (2004)

### Uredil
- Franc Ksaver Meško, Mladim srcem (uredil in napisal spremno besedo) (1994)
- Tri Marijine božje poti. Smerniki v prostoru in času: Sveta Gora, Marijino Celje, Stara Gora/Castelmonte (2004)
- Simon Gregorčič, Pozdravljam te srčnó srčnó. Izbrane poezije. (izbral, uredil in napisal spremno besedo). (2006)